# Vaslav Nijinsky

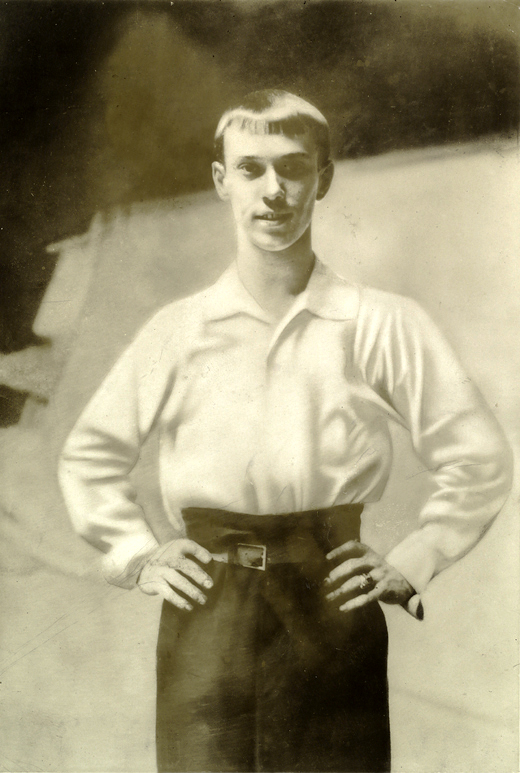
Nijinsky in 1907

Vaslav Nijinsky (Russisch: Вацлав Фомич Нижинский; Vatslav Fomitsj Nizjinski, Pools: Wacław Niżyński) (Kiev, 1888 of 17 december 1889 of 12 maart 1890 – Londen, 8 april 1950) was een zeer getalenteerde mannelijke danser en choreograaf. Hij was geliefd vanwege zijn virtuositeit en de diepgang die hij aan zijn karakters meegaf. Hij beheerste de techniek van het dansen op spitzen, destijds onder mannen een zeldzame vaardigheid.

## Nijinsky in opleiding
Nijinsky werd geboren te Kiev, als zoon van een gerussificeerde Poolse familie van dansers. Er bestaat enige discussie omtrent zijn geboortedatum. De meeste bronnen houden als geboortedatum 17 december 1889 aan, maar andere bronnen gaan uit van een geboortedatum in maart 1888, 1889 of 1890. Zijn ouders, Thomas en Eleonora Bereda Nijinsky, waren beiden balletdansers en verdienden samen met hun drie kinderen Stanislav, Vaslav en Bronislava dansend de kost.
Hoewel hij het Pools slecht beheerste, beschouwde Nijinsky zichzelf toch als Pool. In 1900 – hij was toen omstreeks tien jaar oud – begon hij zijn opleiding aan de school van het Mariinskiballet te Sint-Petersburg. De keuze voor deze opleiding maakte Nijinsky niet vrijwillig. Zijn vader had het gezin verlaten voor een andere vrouw en zijn moeder wist het gezin niet te onderhouden. Ze meldde daarom haar drie kinderen aan bij deze school, waar de lessen en kost en inwoning gratis waren. De leerlingen maakten deel uit van de hofhouding van de Russische tsaar. Leerlingen moesten een strenge auditie ondergaan alvorens te worden aangenomen, Vaslav viel op vanwege zijn sprongen. Zijn docenten waren Enrico Cecchetti, Nicholas Legat en Pavel Gerdt. Op 18-jarige leeftijd danste hij hoofdrollen bij het Mariinskiballet.

## Diaghilev en Ballets Russes

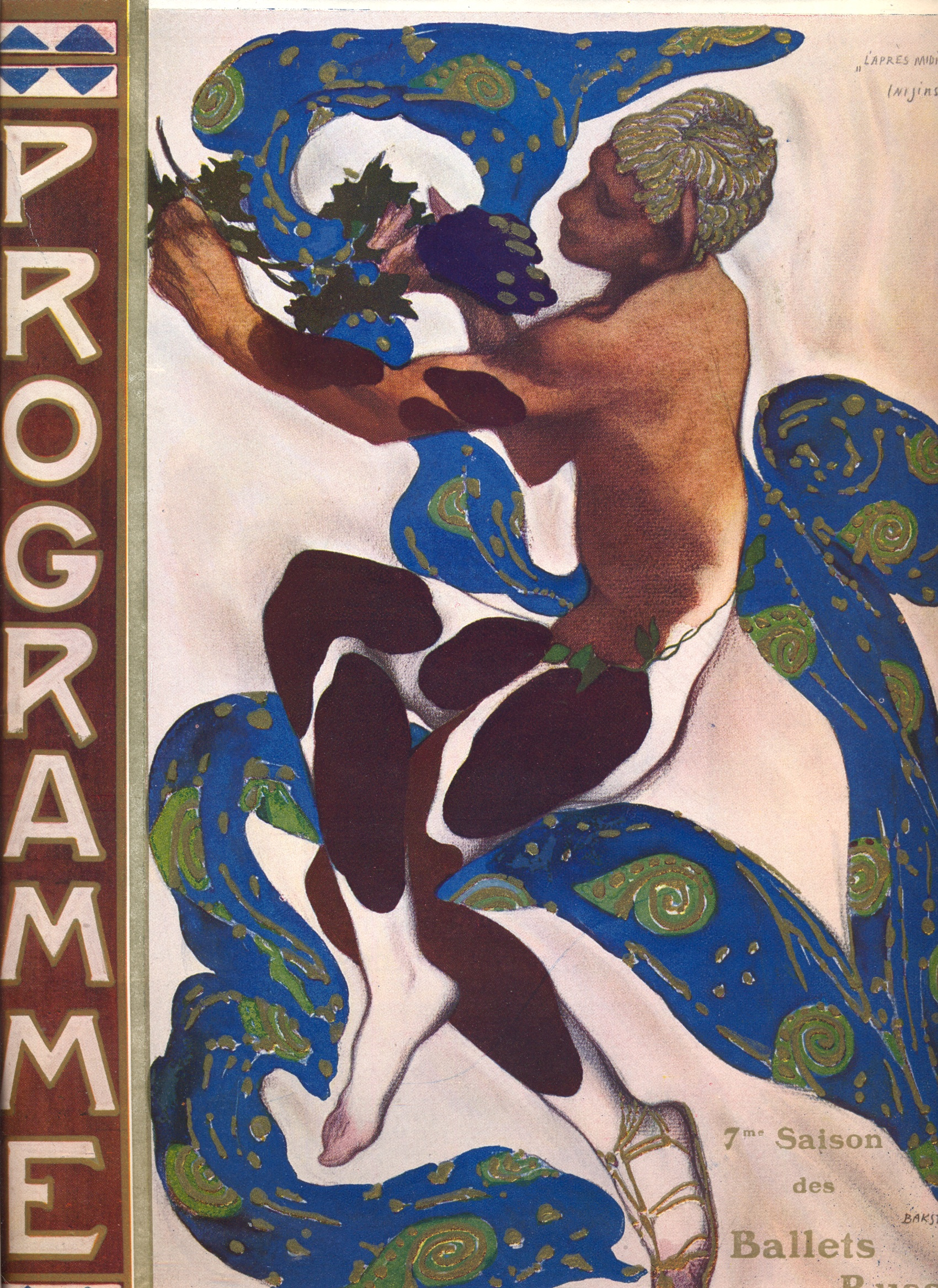
Nijinsky in het ballet L'après-midi d'un faune, 1912, door Léon Bakst

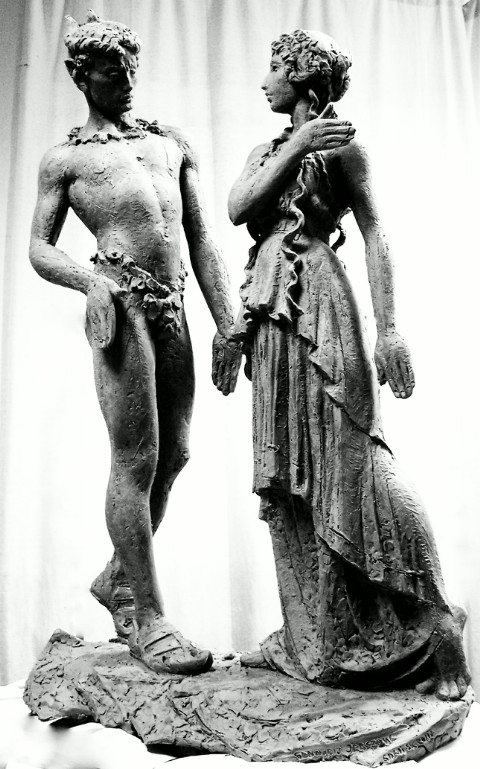
Sculptuur van Vaslav en Bronislava Nijinska door Giennadij Jerszow, het Grand Theatre, Warschau

Een belangrijk moment voor de carrière van Nijinsky was in 1909 zijn ontmoeting met Sergej Diaghilev, een kunstliefhebber uit Sint-Petersburg, die in Parijs grote Russische exposities en concerten organiseerde. Diaghilev was op zoek naar nieuwe uitingen van kunst (zijn motto was Etonne-moi, ofwel verbaas mij). Nijinsky en Diaghilev begonnen een relatie en Diaghilev stuurde de carrière van Nijinsky. Hij nam hem op in zijn nieuwe balletgezelschap Ballets Russes, waar hij met Anna Pavlova een leidende rol kreeg. Nijinsky zorgde dat ook zijn zusje Bronislava een contract kreeg.
Het ballet van het gezelschap was in Europa geheel nieuw. De originele decors en kostuums, verrassende muziek en bovenal de goed getrainde dansers sloegen in. Rond zijn twintigste jaar was Nijinsky een gevierde ster. Na Parijs en de rest van Europa veroverde het gezelschap ook de Verenigde Staten. Een fameuze rol van Nijinsky was die van de marionet Petroesjka in het gelijknamige ballet van Igor Stravinsky. Legendarisch was de gigantische sprong waarmee Nijinski aan het einde van de korte solo 'Spectre de la Rose' de coulissen in sprong.
Diaghilev spoorde Nijinsky aan om ook zelf balletten te gaan maken. Voor de vaste choreograaf van het gezelschap, Michel Fokine, was dat een reden om de groep verbolgen te verlaten.
In 1912 produceerde Nijinsky Prélude à l'après-midi d'un faune met muziek van Claude Debussy. Dit ballet werd met groot enthousiasme ontvangen, hoewel critici beweerden dat het eigenlijk geen dans meer was. Nijinsky week af van de gebruikelijke vloeiende dansbewegingen, geïnspireerd door schilderingen op Grieks aardewerk. De hoekige en soms ook homoseksueel getinte bewegingen die hij gebruikte, veroorzaakten bij de première van L'après-midi d'un faune een rel in het Théâtre des Champs-Élysées, waar men meende dat hij masturbeerde met de sjaal van de nimf.
In 1913 volgden Jeux (een spel van drie mannen op een tennisbaan) en Le Sacre du printemps, op muziek van respectievelijk Claude Debussy en Igor Stravinsky. De 'Sacre' veroorzaakte een ware rel bij de première in Parijs.

## Huwelijk en gezin
In 1913 ging Ballets Russes op tournee naar Zuid-Amerika. Diaghilev ging niet mee, vanwege zijn vrees voor zeereizen over de oceaan. Op deze reis werd Nijinsky verliefd op de Hongaarse gravin Romola Pulszky. Een huwelijk volgde. In haar memoires schreef Bronislava Nijinsky dat Pulszky haar broer in de val had laten lopen. Zij zou opzettelijk op hetzelfde schip als het balletgezelschap een passage geboekt hebben, om Vaslav ongehinderd door Diaghilev aan de haak te kunnen slaan. Diaghilev, die van het huwelijk hoorde, stuurde onmiddellijk een telegram waarin Nijinsky ontslagen werd.
Het echtpaar kreeg twee kinderen. Kyra (Wenen, 18 juni 1914-San Rafael bij San Francisco, 1 september 1998) en Tamara (geboren 14 juni 1920). Bij Tamara moet de aantekening worden gemaakt dat het onbekend is of zij een kind van Vaslav is. Op het moment van haar geboorte verblijft de vader al in een kliniek.

## Moeilijke jaren
Vanaf dat moment stond Nijinsky er alleen voor. Het lukte hem niet om een eigen gezelschap op te richten, omdat hij geen goede manager was. Hij probeerde weer terug onder de hoede van Diaghilev te komen, maar die wees zijn pogingen af. Nijinsky beklaagde zich in een brief aan Stravinsky, waarin hij zich afvroeg waarom Diaghilev zo koppig reageerde. Stravinsky vond dat hogelijk naïef.
Toen de Eerste Wereldoorlog uitbrak, werd Nijinsky als Russisch staatsburger in Hongarije gedetineerd. Diaghilev had inmiddels ook problemen en besloot alles in het werk te stellen om Nijinsky weer vrij te krijgen, zodat hij zich weer kon aansluiten bij Ballets Russes en die groep zodoende van de ondergang kon redden. De bemiddeling van Diaghilev slaagde en Nijinsky kreeg toestemming om met zijn gezin naar de Verenigde Staten te vertrekken. Daar danste hij in 1916 een hoofdrol in weer een eigen choreografie: Tijl Uilenspiegel met muziek van Richard Strauss.

## Einde van zijn carrière

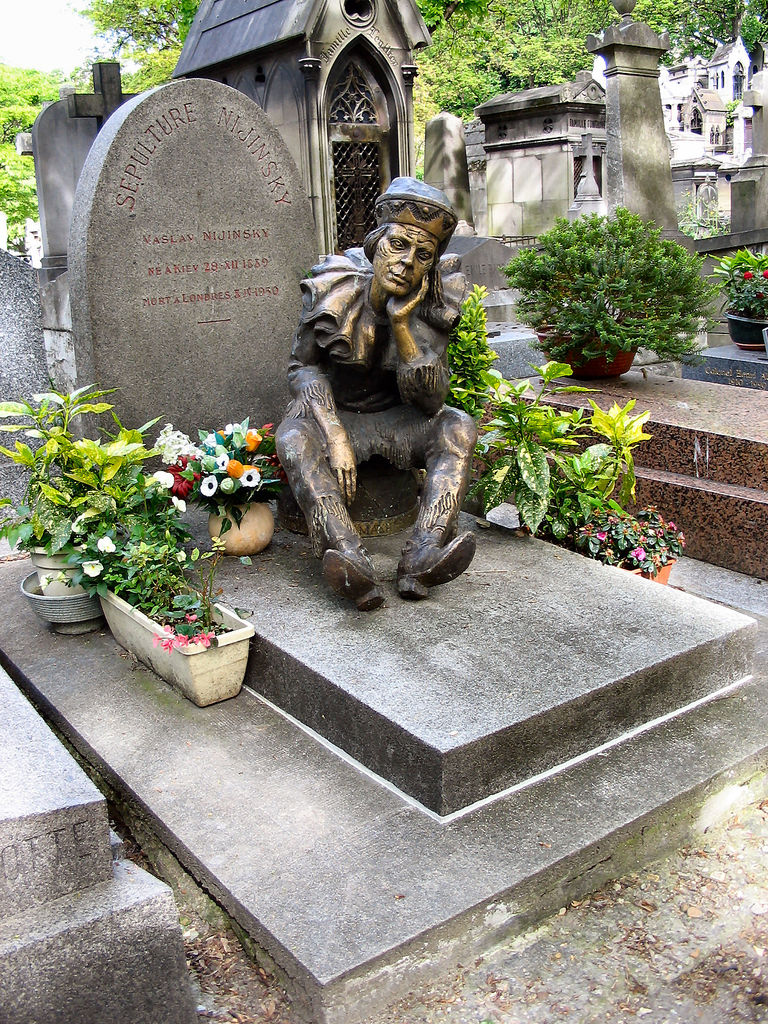
Graf van Nijinsky op het Cimetière de Montmartre, Parijs

Tijdens deze Amerikaanse tournee, die werd gekenmerkt door kleine en grotere tegenslagen, gedroeg Nijinsky zich uitermate achterdochtig ten opzichte van zijn collega's. Hij verdacht ze van samenspanning, verweet ze artistiek onvermogen en hij werd uiteindelijk bang voor ze. Dit waren de eerste tekenen van een zich ontwikkelende dementia praecox.
In 1919 kwam een definitief einde aan de carrière van Nijinsky, toen er schizofrenie bij hem werd vastgesteld. Pulszky bracht hem naar verschillende psychiatrische klinieken in Europa, in de hoop een arts te vinden die haar echtgenoot zou kunnen genezen. Het overlijden van Diaghilev in 1929 werd voor hem verzwegen, evenals het einde van Ballets Russes.
Nijinsky overleed in Londen op 8 april 1950. Hij werd daar ook begraven, maar in 1953 werd zijn lichaam overgebracht naar Parijs, waar hij opnieuw werd begraven naast Gaetano Vestris, Théophile Gautier en Emma Livry.

## Roman
Over Nijinski's "moeilijke jaren", het einde van diens carrière en vooral zijn laatste optreden schreef Arthur Japin in 2010 de roman Vaslav.

## In de schone kunsten
Op 11 juni 2011 werd in de foyer van Teatr Wielki het eerste Poolse beeldhouwwerk van de Pools/Russische dansers Vaslav Nijinsky en zijn zus Bronislava Nijinska onthuld. Het portretteert hen in hun rol als de Faun en de Nimf uit het ballet L'après-midi d'un faune. In opdracht van het Poolse Nationale Ballet werd het beeld in brons gemaakt door de bekende Oekraïense beeldhouwer Giennadij Jerszow. Van Nijinsky is ook een beeld gemaakt door Auguste Rodin. Dit werd pas  eind jaren 1950 in brons gegoten.

## Toneelstuk
In maart 2014 ging in het DeLaMar Theater te Amsterdam het toneelstuk Vaslav naar een bewerking van het boek van Japin in première. De rol van Vaslav werd gespeeld door Maarten Heijmans, met Jeroen Krabbé in de rol van Sergej Diaghilev.